# 中華民国 (1912年-1949年)

中華民国
中華民國

国の標語: 民族、民権、民生国歌: 《五族共和歌》（五族共和歌）
（1912年-1913年）《卿雲歌》（卿雲歌）
（1913年-1915年） 《中華雄立宇宙間》（中華雄立宇宙間）
（1915年-1921年）《卿雲歌》（卿雲歌）
（1921年-1928年）《中華民國國歌》（中華民国国歌）
（1930年-1949年）

国旗歌：《中華民國國旗歌》（中華民国国旗歌）
（1937年–1949年） 
1945年の中華民国  中華民国の実効支配地域  独立状態で中華民国の実効支配が及ばない地域

中華民国（ちゅうかみんこく、繁: 中華民國; 英: Republic of China）は、1912年から1949年まで中国大陸に拠点を置いた、東アジアの共和制国家である。現在は、国共内戦の結果台湾と周辺の島々のみ（通称「台湾地区」）を統治している。

## 歴史

### 概要
中華民国は1912年1月1日に正式に建国された。辛亥革命は1911年10月10日の武昌起義から始まり、清を倒し、中国で2000年以上続いていた帝政を終わらせた。建国から1949年まで、中華民国は中国本土を拠点としていた。
1945年に第二次世界大戦で敗北した大日本帝国は台湾とその島嶼部の支配権を連合国に委ね、台湾は中華民国の行政管理下に置かれた（台湾光復）。国共内戦後の1949年、中国共産党は中国大陸全土を掌握し、北京で中華人民共和国の建国を宣言した。本土の喪失に伴って中国国民党と中華民国政府は台湾に撤退し、台湾とそれに連なる小さな島々の支配権のみを維持し、国民党は台北を臨時首都と宣言した。

### 建国から軍閥時代
中国の最後の王朝である清を打倒する辛亥革命中の1912年1月1日に中華民国（臨時政府）の建国が宣言された。1912年2月12日、摂政孝定景皇后は、宣統帝（愛新覚羅溥儀）に代わって退位令（宣統帝退位詔書）に署名し、数千年にわたる中国の君主制を終わらせた。現在国父とされている孫文は、北洋軍の指導者である袁世凱に引き継ぐ前に、臨時大総統職を短期間務めた。袁世凱が臨時大総統に就任して北京に移転した後に正式に大総統に就任して成立政府は「北京政府」と呼ばれる。宋教仁率いる国民党が1912年12月の議会選挙で勝利した。しかし、宋教仁はその直後に袁世凱の命令で暗殺され、袁世凱が率いる北洋軍は北京政府の完全な支配を維持した。その後、1915年に中華帝国を宣言したが、短命に終わった。1916年の袁世凱の死後、清王朝の一時的な回復(張勲復辟)により、北京政府の権威はさらに弱体化した。 北洋軍の派閥が個人の自治権を主張し、互いに衝突したため、ほとんど無力な政府が国の崩壊をもたらした。こうして10年にわたる地方分権化された権力闘争と長引く武力紛争である軍閥時代が始まった。

### 北伐と国共内戦
孫文は1919年に中国国民党を設立し、孫文の指導の下広州に国民政府を樹立することを何度も試みた。国民党は1923年に3度目の広州占領後、中国を統一するため、広東大元帥府を樹立することに成功した。1924年、国民党はソビエト連邦の支援を受ける条件として、中国共産党と同盟を結ぶことになった(第一次国共合作)。蔣介石は、1925年の孫文の死とその後の権力闘争を経て国民党主席に就任し、1926年に北京政府を倒して中国を統一するために北伐を開始した。1927年、蔣介石は新たな国民政府を南京に樹立し、上海クーデターを皮切りに中国共産党を一掃して国共合作を崩壊させた。この事件をきっかけに国共内戦が開始し、国民政府は汪兆銘の武漢国民政府と蔣介石の南京国民政府に分裂した（寧漢分裂）。しかし、武漢政府も南京政府に同調して共産党員を排除して和解し、統一された。1928年に国民党の北伐が完了して蔣介石の下での名目上の中国統一をもたらした後、不満を抱いた軍閥は反蔣介石連合を結成した。これらの軍閥は、1929年から1930年にかけての中原大戦で蔣介石と戦い、最終的に蔣介石が勝利した。

### 日中戦争
中国は1930年代に工業化を目指したが、満洲事変、国共内戦、日中戦争などの影響で挫折し、1937年の日中戦争開始後は徹底的に戦時体制が敷かれた。国共内戦は、日本の侵略に抵抗するため第二次国共合作を行ったことにより停戦した。日中戦争は1945年まで続き、日本の降伏後、国民政府は台湾島・澎湖諸島を接収して台湾省を設置した。

### 国共内戦の再開と台湾移転
終戦後第二次国共内戦が勃発した。内戦中の1947年に中華民国憲法が施行され、1928年の中華民国訓政時期約法に取って代わった。1948年には憲法に従って国民政府は「中華民国政府」に改組された。1949年、共産党の毛沢東は北京で中華人民共和国の建国を宣言し、中華民国政府は首都を南京から広州、重慶、成都と各地に避難した後、最終的に台北へ遷都した。共産党は勝利を収め、国民党と中華民国政府を中国本土から台湾に追放した。その後、中華民国は1950年に海南島（海南特別行政区）を、1955年には浙江省の大陳列島を失い、その後は台湾と一部の島嶼部のみを実効支配している。

### 国際的地位
中華民国は国際連盟と、後の国際連合（安全保障理事会の常任理事国であった）の原加盟国であり、1971年に中華人民共和国がアルバニア決議によってその議席を引き継ぐまでその地位を維持してきた。また、万国郵便連合と国際オリンピック委員会のメンバーでもあった。

## 政治

### 内政
最初の中華民国政府（臨時政府）は1912年1月1日に南京に樹立され、孫文が臨時大総統に就任した。三民主義に基づいた政府であった。
この臨時政府の権限が及ぶ領域は限られており、中部・北部は依然として清朝の支配下にあった。 臨時政府によって可決された行為の数は少なく、宣統帝の退位による清朝の滅亡といくつかの経済的政策が行われたのみであった。皇帝の退位と引き換えに大総統の地位を得た袁世凱の元で議会の存在はすぐに形骸化し、臨時約法に違反する政治を行っていた袁世凱は、不信任決議に直面した。袁世凱は国民党議員に対する買収工作を行い、将軍を州知事に派遣するか、地方の実力者の忠誠を獲得することによって、地元で権力を維持した。
袁世凱が亡くなると、1913年の議会が再召集され、新政府に正当性が与えられた。しかし、政府の実権は軍の指導者達が持っており、彼らが権力をめぐって争う軍閥時代に入った。 第一次世界大戦が始まると、日本などの諸国は、中国がドイツに宣戦布告し、中国でのドイツの勢力を清算することを望んでいた。

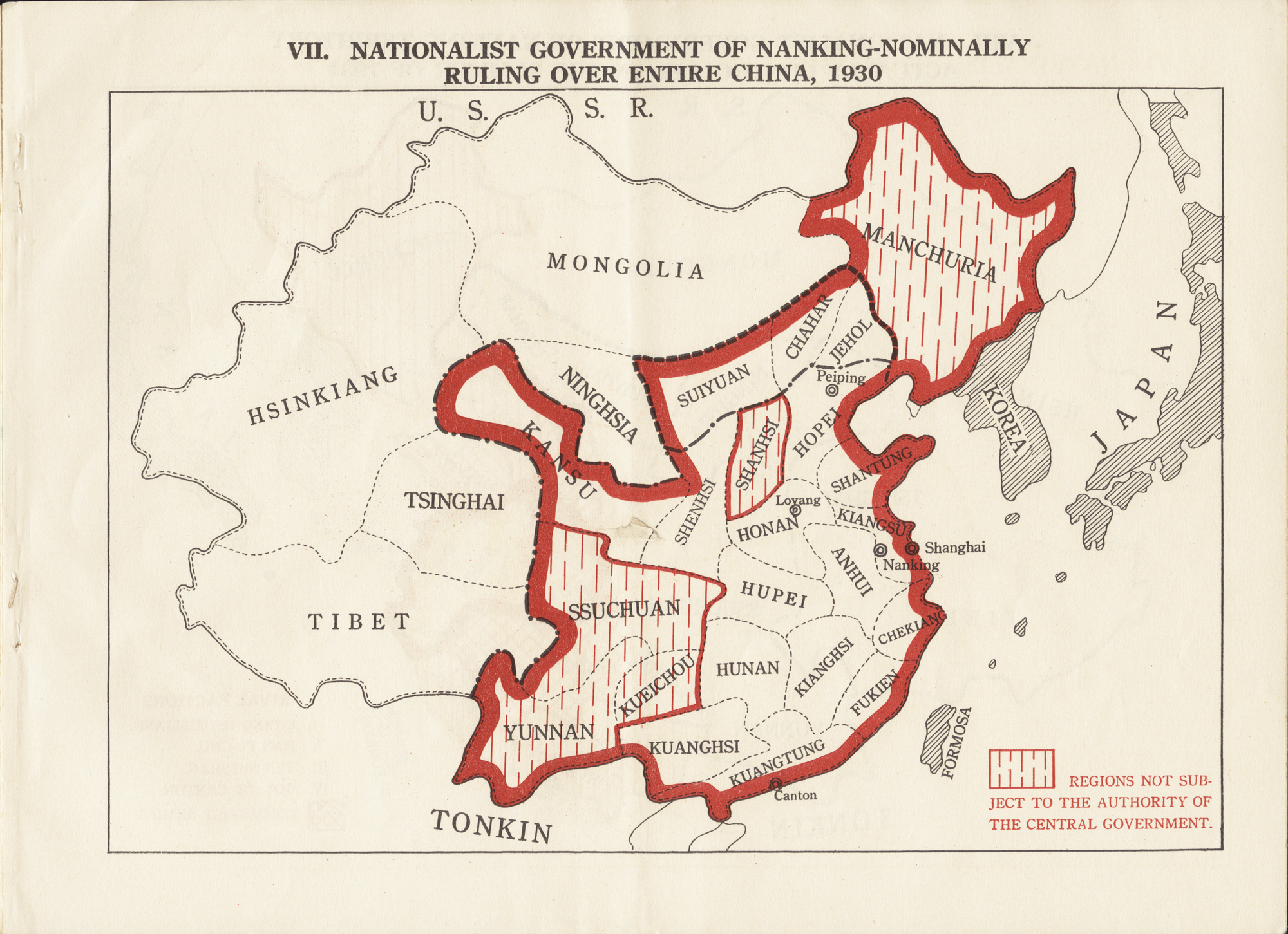
国民政府は、1930年代に名目上中国全土を統治していた。

1928年2月、南京で開催された第2回中国国民党国民会議の第4回総会は、国民政府法の再編を可決した。この法律は、国民政府が国民党の中央執行委員会によって指導され、国民政府の委員会は国民党中央委員会によって選出されることを規定した。
1928年10月の国民政府の基本法の公布により、政府は行政院、立法院、司法院、考試院、監察院の5つの組織に編成された。国家元首である国民政府主席は、国民革命軍の最高司令官の権限も兼ねた。蔣介石は同年に主席に任命され、1931年までその地位を維持した。また、国民党は党中央執行委員会を通じて、「訓政期」の間は国民党が政府に対する指導権を行使し続けることを規定した。国民党の政治評議会は、重要な国政の執行において国民政府を指導および監督すること、そして政治評議会は法を改正する権限を持っていることが規定された。
日中戦争後の1946年5月に南京で、戦争のため長らく延期されていた憲法制定会議が召集された。「中華民国憲法」は1946年12月25日に公布され、1947年12月25日に施行された。憲法に従って国民政府は「中華民国政府」に改組され、国民政府主席に代わって中華民国総統が元首とされた。総統が行政院長を任命するなどの特定の儀礼的な義務を除き、政治的な権限は持っていなかった。
新憲法の下での初の国民大会選挙は1948年1月に行われた。議会は1948年3月に召集され、1948年3月21日に総統を選出した。これらの選挙は、少なくとも1人の米国のオブザーバーによって賞賛されたものの、共産党にはあまり受け入れられず、まもなく第二次国共合戦に入った。

## 外交

### 北京政府時代

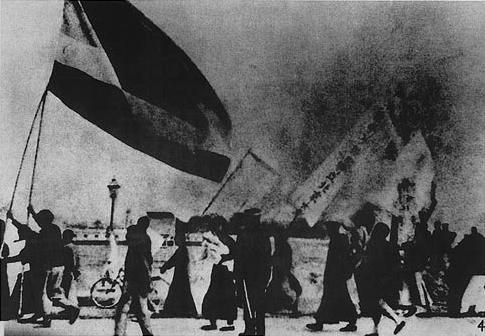
五四運動中の北京

1911年の辛亥革命で清が打倒されて以来、中国は地方の独立勢力との間で内戦に巻き込まれていった。 1915年、大総統の袁世凱は、北京政府の援助・承認と引き換えに、外蒙古を中国領と認めるキャフタ条約を、ロシア帝国との間で締結した。しかしその後も、ロシアは外蒙古での勢力を保った。1914年、政府は財力不足の解決のためにイギリス、フランス、ドイツ、ロシア、日本の銀行団から2500万ポンドを借り入れ、塩税、関税を抵当に入れた。。1914年5月29日、日本は袁世凱に「中日朝鮮南満往来運貨減税試行弁法」に署名させ、満洲の商業は日本が独占するようになった。第二革命後、日本が孫文を支援することを恐れた袁世凱は、孫宝琦と李盛鐸を日本に派遣した。7月、第一次世界大戦が勃発した。9月、日本は戦争への参加を口実にドイツに宣戦布告した。当初、袁世凱は中国の中立を宣言し、ドイツと日本が中国領内で交戦することを禁じたが、日本の脅威を受けて山東省東部を戦地として認めた。山東省に上陸した日本軍は、ドイツ軍に対する攻撃に集中することなく、青島から西の済南までの山東鉄道全域を占領した。この行為をイギリスとロシアは黙認し、中国に同情的だったアメリカも日本との対立を恐れて黙認した。このため、この時期中国は国際的に孤立した。。 1915年1月7日、政府は日本軍に対し中国からの撤退、または「膠州湾租借条約」に従って青島のみにしばらく駐留することを要求し、日本軍は1922年まで青島に駐留し続けた。日本は、欧米諸国が極東の事情を気にしている暇はないと考え、袁世凱の帝政復古の様子を窺った。1月18日、駐華日本公使の日置益は袁世凱に対華21カ条要求を提出した。1917年3月14日、中国はドイツと断交した。同年8月14日、代理大総統の馮国璋は大総統布告を発表し、ドイツとオーストリアに対する宣戦布告を行った。 1919年9月15日、中国は戦勝国としてドイツとの戦争の終結を発表したが、パリ講和会議において国益を守ることができなかった。中国はドイツが占領していた山東半島の権益を返還することを要求したが、イギリス、フランス、イタリアはドイツの権益を日本に移譲し、これに対して中国国内では五四運動が起こった。中国の代表団は、抗議として講和条約への署名を拒否することしかできなかった。

### 国民政府時代

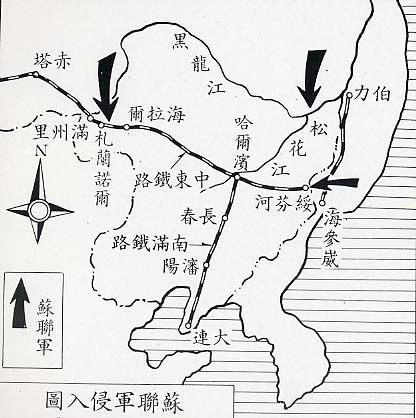
1929年、満洲へのソ連の侵攻（中ソ紛争）

1928年5月、済南事件が起こった。日本は中国兵と民間人の虐殺を否定し、代わりに当時北伐中だった国民政府に対して謝罪、賠償、処罰を要求した。5月10日、国民政府は伍朝枢をアメリカに派遣して救援を求めたが、5月11日には日本は済南を占領した。5月15日、アメリカは日本に対する不満を公に表明した。しかし、日本軍が済南から撤退したのは、翌年3月に双方の合意が成立してからであった。1928年6月、外交部長の王正廷は、関税自主権の回復、治外法権の廃止、租界・租借地の返還、鉄道の営利権、内陸水路の航行権、沿海貿易権の再開など、不平等条約の改正を中心とする「革命外交」を開始した。1929年7月、満洲を掌握していた張学良はこれに前向きに反応し、ソビエト連邦の影響下にあった中東鉄道の権益奪還を決意した。中東鉄道からソ連人職員を追放し始め、ハルビンではソ連の商業施設を差し押さえた。これによりソ連政府は国民政府との断交を表明した。8月14日、赤軍は中東鉄道に沿って中国を攻撃し始め、中国軍は大きな被害を被った（中ソ紛争）。張学良は11月26日には休戦を呼びかけざるを得なくなり、12月20日にハバロフスク議定書に調印し、7月10日以前の中東鉄道におけるソ連の全ての権益を回復した。
1931年、満洲事変が発生し、日本軍（関東軍）は満洲に侵攻した。国民政府は日本に対し強く抗議し、国際連盟に訴えた。 9月23日、国民政府はこの件についてアメリカ政府に書簡を送り、「深い懸念」を期待した。1932年1月2日、蔣介石は日本に宣戦布告をすることによる不利益についての演説を行った。同年3月、満洲国が建国された。1937年7月、盧溝橋事件が発生し、日本は全面的に中国への侵攻（日中戦争）を開始した。1941年12月8日、日本は真珠湾を攻撃し、アメリカが日本に宣戦布告して太平洋戦争が勃発した。12月9日、国民政府はドイツ、イタリア、日本に宣戦布告し、連合国に加わった。1943年、アメリカのルーズベルト、イギリスのチャーチル、中国の蔣介石の3カ国首脳は共同でカイロ宣言を発表し、「満洲、台湾、澎湖島のごとき日本国が中国人より盗取したる一切の地域を中華民国に返還する」ことを要求した。第二次世界大戦が終結し、中華民国は戦勝国になった。中華民国は国際連合の原加盟国となり、対日戦争に貢献したことにより、安全保障理事会常任理事国になった。1945年8月14日、中華民国とソ連は中ソ友好同盟条約に署名し、「ソ連が日本討伐のために軍隊を派遣した後、ソ連が東北地方の主権と領土保全を尊重し、新疆の内政に干渉しないことを条件に、正当かつ有利な条件に従って中華民国の承認を認める」と合意した。1945年10月20日、外モンゴルで国民投票（外モンゴル独立公民投票）が行われ、その結果、国民の97％が外モンゴルの独立を支持した。1946年1月5日、中華民国はモンゴル人民共和国の独立を正式に認めた。

## 軍事

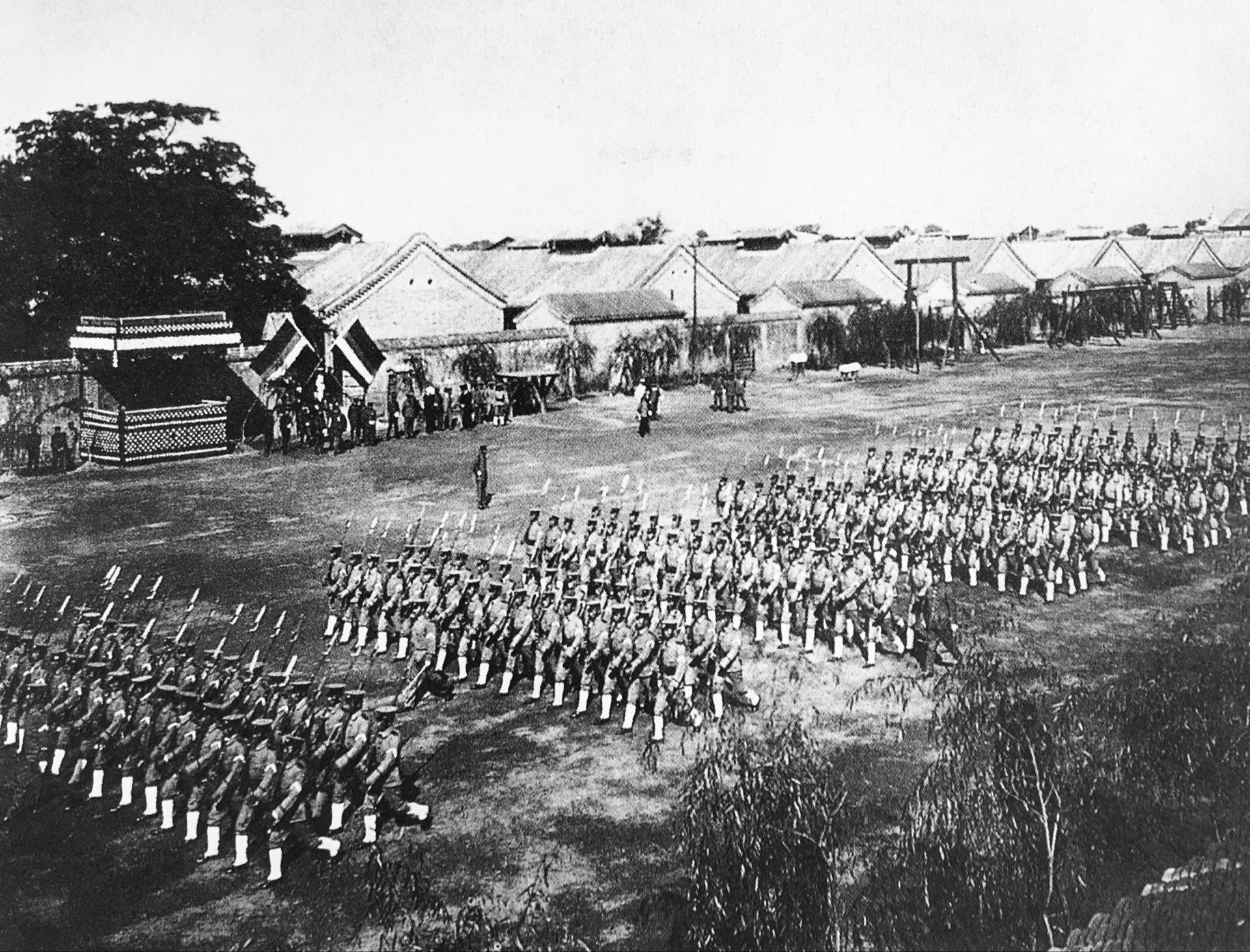
北洋軍

北洋政府の軍事力は新軍、主に北洋軍から受け継がれ、後に多くの軍閥に分裂して内戦を起こした。国民革命軍は、中国国民党・国民政府の下に中国を統一することを目的として、1925年に孫文によって広東省で設立された。国民革命軍は事実上の中華民国軍として機能し、北伐、日中戦争、国共内戦など、多くの戦争に関わった。

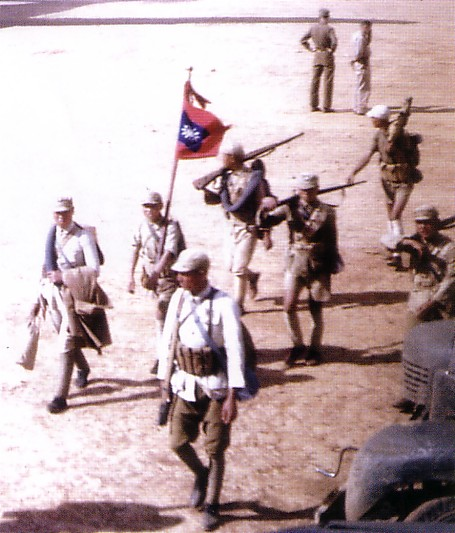
日中戦争での国民革命軍

第二次国共合作中、中国共産党の軍隊は独立勢力だったが、名目上は国民革命軍の指揮下にあった。終戦直後に中国人民解放軍を結成するために離脱した。1947年の中華民国憲法の施行に伴って翌年に国民政府が中華民国政府へ、国民革命軍は中華民国国軍に改組された。

### 軍事建設
1933年、国民政府は「兵役法」を公布して兵役義務の基本原則を定めたが、法に従って徴兵を厳格に実施することはなかった。日中戦争が勃発するまでは、中国軍の最高レベルの兵器はドイツ訓練師団によって提供されており、兵士は標準化されたヘルメット、中国製の国産ライフル銃またはドイツ製の1924標準式モーゼルライフル、チェコ製ZB26軽機関銃の国産コピー、24式重機関銃、標準化された連装弾薬を装備していた。ドイツ製のクルーバー75ミリ野砲またはボフォースM1930山砲、PaK36対戦車砲、88ミリ高射砲を装備し、師団および連隊レベルの無線通信システムを備えていた。ドイツ訓練師団も、対日参戦のために上海に赴いた際にはドイツ製のSFH 18榴弾や戦車などの装甲車両を装備していたが、上海戦と南京戦によってほぼ失われた。
保定陸軍軍官学校は、中国の近代軍事教育史上、最古で最大規模の軍事学校である。1912年から1923年までの9期間に6300人以上の卒業生がおり、その多くは後に同校の教官となり、1700人以上の卒業生は将官となった。中華民国陸軍士官学校は1924年に設立された。これは第一次国共合作時にソ連からの援助で設立された学校である。北伐完了後に南京に移転、日中戦争勃発後は成都に移転し、大陸統治時代の卒業生のほとんどは北伐、日中戦争、国共内戦に参加していた。一方、中国共産党は1933年10月17日に江西省 (中華民国)瑞金市に中国工農紅軍大学を設立した。長征後に陝北紅軍軍事政治学校と合併して西北工農紅軍学校となった。1937年4月には中国人民抗日軍政大学に改称された。
中華民国の建国初期には、清朝からのいくつかの海軍訓練学校が継承されていたが、各軍閥がそれぞれ独自の軍艦を持ち、それぞれバラバラのやり方であったため、北伐が完了したころには派閥間や地方間で深刻な内部抗争が起きていた。日中戦争の勃発は国民政府の統制を強化する契機となった。主要な軍艦が日本軍によって破壊され、沿海部の領土を日本軍に占領されると、全ての海軍は四川省に移り、残された唯一の海軍訓練部隊は福建派閥の支配下にあった馬尾海軍学校だけであった。1937年から1945年までの間に航海士5期、機関士2期、造船士1期の合計133人の学生が学んだ。。
中華民国の空軍訓練機関は、1913年に北京政府によって設立された南苑航空学校に端を発している。運営されていた15年の間に4期で158人のパイロットを養成した。1924年、孫文は広州の東山に軍事飛機学校を設立し、黄埔軍官学校の卒業生8人を選抜して飛行を学ばせた。1932年に中央政府航空学校に改称し、浙江省杭州市に移転した。日中戦争勃発後は雲南省昆明市に移転し、終戦後は元の場所に戻った。国共内戦後は台湾省高雄県岡山鎮（現：高雄市岡山区）に移転して授業を再開した。

## 経済

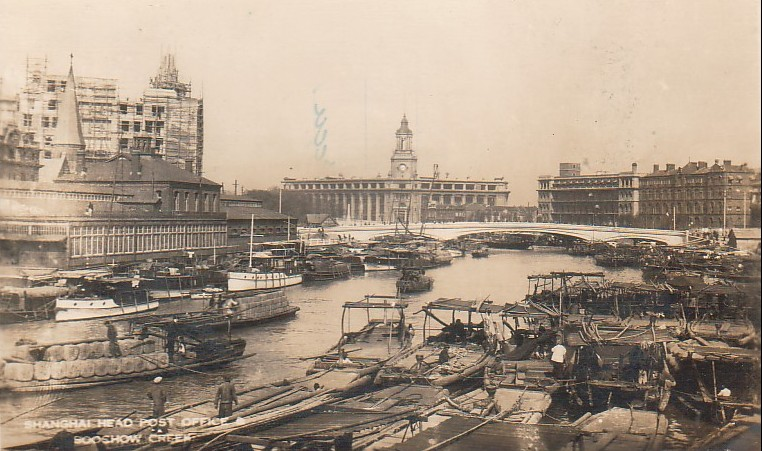
呉淞江を通行する船と上海の街並み（1920年）

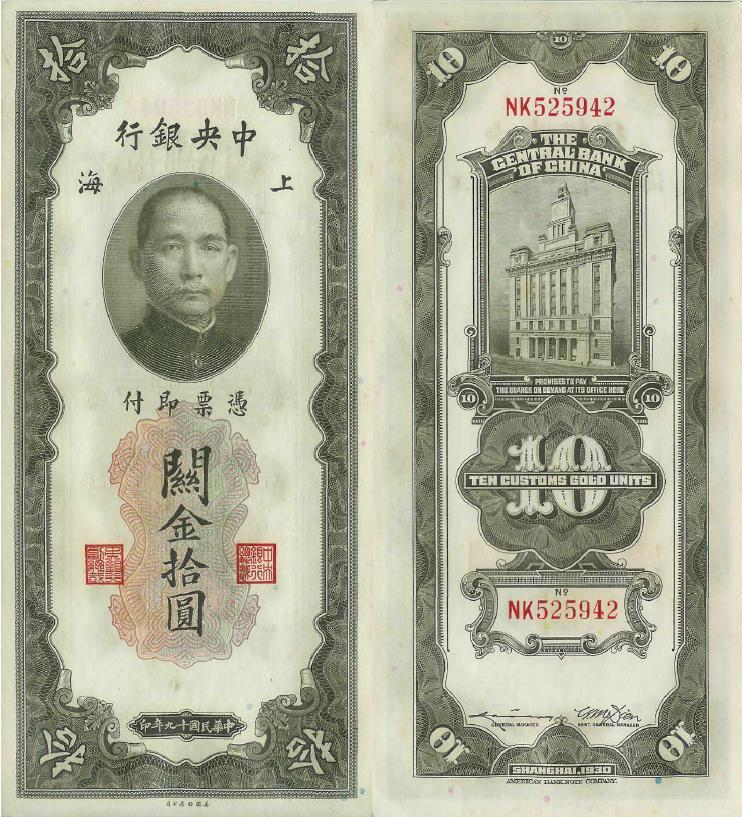
海関金単位兌換券（1930年）

中華民国初期は、軍閥間の内戦が続いたため、経済は不安定だった。北京政府の指導者は絶え間なく変化した。この政情不安は1928年の中国国民党による全国統一まで続き、経済発展の停滞に繋がった。1930年代、日本との戦争や国共内戦は続いていたものの、「黄金の十年」として知られる比較的安定した時期に入った。
中国の産業は1928年から1931年にかけて大幅に成長した。1931年の満洲事変と1931年から1935年の世界恐慌では経済が打撃を受けた一方で、産業生産高は1936年までにピークに回復した。これは中国のGDPの傾向に反映されている。1932年、中国のGDPは288億でピークに達し、1934年までに213億に減少し、1935年までに237億に回復した。1930年までに、中国への外国投資は合計35億ドルに達した。日本が14億ドルで首位に立ち、イギリスの10億ドルがそれに続いた。しかし、1948年までに設備投資は停止し、わずか30億にまで減少した。
しかし、1930年代の世界恐慌により、農村経済は大きな打撃を受けた。農産物の過剰生産は、国産商品の価格の下落と外国からの輸入の増加に繋がった。1931年の中国の米輸入量は1928年の1200万ブッシェルに対し、2100万ブッシェルだった。その他の輸入はさらに増加した。1932年には、1928年の90万ブッシェルと比較して、1500万ブッシェルの穀物が輸入された。この競争の激化により、中国の農業価格が大幅に下落し、農村部の農家の収入が大幅に減少した。1932年の農業価格は1921年の水準の41％だった。1934年までに、農村部の収入は一部の地域で1931年の57％まで低下した。
1937年、日中戦争が勃発した。戦争は中国経済に打撃を与えた。産業の中心の沿海部は日本によって占領されていた。1942年の1回の反ゲリラ掃討で、日本人は1か月に最大20万人の民間人を殺害した。戦争は2000万から2500万人の中国人を殺害し、国民政府が過去10年間に築き上げてきたものを完全に破壊したと推定された。戦後、内戦と安価なアメリカ製品の流入により、産業の発展は著しく妨げられた。1946年までに、中国の産業は20％の生産能力で操業し、戦前の中国の生産量の25％であった。
日中戦争による影響の1つは、政府による産業の統制が大幅に強化されたことである。1936年、国有の産業はGDPのわずか15％だった。しかし、国民政府は戦争と戦うために多くの産業を統制した1938年、国民政府は、企業を監督および管理し、価格統制を浸透させるために、産業および鉱山のための委員会を設立した。1942年までに、中国の産業の70％が国有になっていた。
日本の降伏により、台湾は中華民国の統治下に入った（台湾光復）が、ほぼ同時期に国共内戦が再発した。内戦の影響によるハイパーインフレーションは国全体に大規模な不況をもたらし、国民党への批判と共産党への支持を生み出した。さらに、土地を再分配するという共産党の公約は、多くの農民の支持を得た。1949年10月1日に中華人民共和国が建国され、同年12月7日に中華民国政府は台湾へ移転した。